# ビボム
ビボム（1990年12月14日 - ）は、韓国の歌手。男性アイドルグループ・Block B、ユニットグループBASTARZのメンバー。本名はイ・ミニョク。血液型はA型。
韓国のアイドルグループのINFINITE候補生10人のうちの1人だった。

## ディスコグラフィー

### BASTARZ

#### ミニアルバム
- 品行zero（2015年）

## 出演
- ミュージカル「ヨド」出演。